# Plexaura homomalla
Plexaura homomalla is een zachte koraalsoort uit de familie Plexauridae. De koraalsoort komt uit het geslacht Plexaura. Plexaura homomalla werd in 1792 voor het eerst wetenschappelijk beschreven door Esper. 